# マアーン

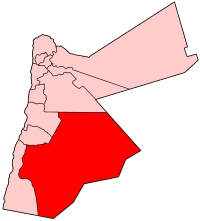
マアーン県の位置

マアーン（معان, Ma'an）はヨルダン南部の都市でマアーン県の県都。首都アンマンの南218kmに位置する。人口は1992年の国勢調査では22,989人で、2007年の推計では27,573人。
マアーンの街は、少なくとも紀元前2世紀から紀元1世紀のナバテア王国の時代に存在した。現在のマアーンは古代都市の北と西に広がっている。古代には、エジプトからシナイ半島を貫いてアカバに至り、ペトラ、マアーン、カラク、ラバト・アンモン、ゲラサ、ボスラ、ダマスカス、シリア砂漠を横断しタドモルを経てユーフラテス川に至る重要な街道があり、エドム、モアブ、アモンなどセム系の諸王国が割拠していたことから「王の道」（King's Highway）と呼ばれ旧約聖書（民数記20章17節-20説）にも言及されていた。現在は代わりにアンマンから南へ伸びる15号道が走っている。
リベラル的なヨルダンではあるが、マアーンでは敬仰なイスラム教徒が多く住む。